# ピエール・ミニョニ
ピエール・ミニョニ（Pierre Mignoni、1977年2月28日 - ）はフランス、トゥーロン（ヴァール県）出身のラグビー選手。スクラムハーフとして、フランス代表とASMクレルモン（クレルモン＝フェラン）でプレーしている。

## キャリア

### クラブ
- 1996-1997 RCトゥーロン
- 1997-1998 ASベジエ
- 1999-2000 RCトゥーロン
- 2000-2001 USダクス
- 2001-2003 ASベジエ
- 2003-        ASMクレルモン

- ハイネケンカップ出場　：　2002-2003, 2005-2006。
- ヨーロピアン・チャレンジ・カップ出場：2003-2004, 2004-2005, 2006-2007。
- ヨーロピアン・シールド（ヨーロピアン・チャレンジ・カップの前身）出場：1996-1997, 1997-1998, 1999-2000, 2000-2001, 2001-2002。

### フランス代表
1997年10月22日のルーマニア戦で初キャップ。

## タイトル

### クラブ
- Top14準優勝：2007。
- ヨーロピアン・チャレンジ・カップ
  - 優勝：2007。
  - 準優勝：2005。

### フランス代表
- 28セレクション。
- 6トライ、30得点。
- 年ごとのセレクション：2(1997), 6(1999), 5(2002), 3(2005), 1(2006), 11(2007)。
- シックス・ネイションズ出場：2002, 2005, 2007。
  - グランドスラム（全勝優勝）：2002。
  - 優勝：2007。

### ワールドカップ
- 1999年：2セレクション（カナダ、ナミビア）。
- 2007年：3セレクション（アルゼンチン、グルジア、アルゼンチン（三位決定戦））。